# Steirerblut ist kein Himbeersaft
Steirerblut ist kein Himbeersaft (im Dialekt: Steirerbluat is koa Himbeersaft) ist ein geflügeltes Wort aus der Steiermark. Es spielt auf die besondere Eigensinnigkeit, Selbstständigkeit und Unnachgiebigkeit an, die der steirischen Bevölkerung bisweilen nachgesagt wird.
Der Ursprung der Wendung ist unbekannt; große Verbreitung erhielt der Spruch einerseits durch Reinhard P. Grubers Roman Aus dem Leben Hödlmosers aus dem Jahr 1973, in welchem er – durchaus mit Ironie – zitiert wird. „Der Satz ‚Steirerblut ist kein Himbeersaft‘ wurde mit Stolz und Genuss auswendig gelernt und aufgesagt – immer auch als Warnung“.

Zum anderen ist das Bild vom geradezu militant unabhängigen Steirer aus der Geschichte der Steiermark als oftmals von Feinden bedrohtes Grenzland beeinflusst, wozu auch das Wappentier, der feuerspeiende steirische Panther, gehört. Der langjährige Landeshauptmann Josef Krainer senior benutzte dieses Wort, um seine politischen Forderungen gegenüber der österreichischen Bundesregierung nachdrücklich zu vertreten: 

„‚Steirerblut ist kein Himbeersaft‘ wurde zur Kampfandrohung wie das tirolerische ‚Mander, s isch Zeit‘“

Die Musikgruppe AlpenRebellen hat ein Lied verfasst, welches ebenfalls den Titel Steirerbluat is koa Himbeersaft trägt.